# Mimandria rhusiodocha
Mimandria rhusiodocha là một loài bướm đêm trong họ Geometridae.